# Edward Bradford Titchener
Edward Bradford Titchener (1867 - 1927) fou un psicòleg britànic cèlebre per aplicar l'estructuralisme a la psicologia. Deixeble de Wilhelm Wundt i defensor de l'empirisme, fou el responsable de la introducció de l'escola alemanya de la introspecció als Estats Units.
Creia que la cognició estava formada per sensacions, emocions i pensaments. La suma de tots els components lligats a aquestes dues estructures forma la consciència humana, la qual cal distingir de l'inconscient. L'aprenentatge d'un nou element, provinent sempre en darrera instància de l'experiència, depenia de la seva adequació al context, malgrat el subjecte no sempre fos capaç d'identificar-lo, fet que seria posteriorment recollit pels postuladors de l'aprenentatge significatiu.